# Сцени з сімейного життя
«Сцени з сімейного життя» (рос. Сцены из семейной жизни) — радянський художній фільм 1979 року, знятий на кіностудії «Мосфільм».

## Сюжет
Свою матір Катя не пам'ятала: батько говорив, що вона померла, коли Катя була ще маленькою. Несподівано дівчина дізнається, що її мати жива. Відмовившись від поїздки на море, вона поїхала шукати матір. Зустріч виявляється несподіваною і складною для обох…

## У ролях
- Марина Яковлєва — Катя Мартинова
- Анатолій Ромашин — Ігор Миколайович Мартинов, батько Каті
- Валентина Тализіна — Валентина Мартинова, мати Каті
- Лариса Мальованна — Кіра Анатоліївна Миронова
- Іван Агафонов — Андрій, коханець Валентини
- Любов Соколова — тітка Тоня, завідувачка ательє
- Лариса Барабанова — працівниця ательє
- Раїса Куркіна — тітка Каті, яка поливає квіти
- Ніна Агапова — Рая, попутниця Каті
- Євдокія Германова — Ліля, подруга Каті
- Зоя Василькова — Анна Гаврилівна, сусідка Кіри
- Юрій Соковнін — чоловік Раї
- Станіслав Захаров — епізод
- Роман Вільдан — епізод
- Тетяна Рогозіна — подруга Каті
- Галина Стаханова — співробітниця ательє
- Шавкат Газієв — капітан в ресторані, який запрошує Валентину на танець
- Анатолій Барчук — епізод
- Галина Чуриліна — епізод
- Віктор Маркін — відвідувач ресторану

## Знімальна група
- Режисер — Олександр Гордон
- Сценарист — Валерій Строчков
- Оператор — Всеволод Симаков
- Композитор — Микола Сидельников
- Художник — Ірина Лукашевич